# スライド・ハンプトン
スライド・ハンプトン（Slide Hampton、1932年4月21日 - 2021年11月18日）は、アメリカのジャズ・トロンボーン奏者、作曲家、編曲家。そのニックネーム（スライド）が示すように、ハンプトンの主とする楽器はスライド・トロンボーンだったが、チューバやフリューゲルホルンも時々演奏していた。

## 略歴

### 生い立ちと初期のキャリア
ロックスリー・ウェリントン・ハンプトンは、1932年4月21日、ペンシルベニア州ジャネットで生まれた。ローラとクラーク・"ディーコン"・ハンプトンは、12人の子供を育て、楽器の演奏方法を教え、ファミリー・バンドとして活動を始めた。一家が初めてインディアナポリスにやってきたのは1938年のこと。ハンプトン一家はとても音楽的な家族で、母、父、8人の兄弟、4人の姉妹の全員が楽器を演奏していた。彼の姉妹には、ドーン・ハンプトンとヴァーチュー・ハンプトン・ウィテッドがいた。スライド・ハンプトンは数少ない左利きのトロンボーン奏者の1人である。子供の頃、ハンプトンは左利きまたは逆向きで演奏するように設定されたトロンボーンを与えられた。誰も彼を思いとどまらせなかったので、彼はこのやり方で演奏し続けた。
12歳のとき、スライドは家族のインディアナポリスのジャズ・バンド、デューク・ハンプトン・バンドで演奏した。1952年、20歳でライオネル・ハンプトン・バンドと共にカーネギー・ホールで演奏した。1955年から1956年までバディ・ジョンソンのR&Bバンドで演奏し、その後、メイナード・ファーガソンのバンド (1957年から1959年) のメンバーとなり、そこで演奏と編曲を行い、「The Fugue」「Three Little Foxes」「Slides Derangement」などの人気曲で興奮をもたらした。1958年、彼はメルバ・リストンのクラシック・リリース『Melba Liston and Her 'Bones』でトロンボーン・マスターとレコーディングを行った。彼の評判が高まるにつれて、すぐにアート・ブレイキー、タッド・ダメロン、バリー・ハリス、サド・ジョーンズ、メル・ルイス、マックス・ローチが率いるバンドと共に演奏し始め、オリジナルの作曲と編曲の両方を提供した。1962年、管楽器奏者のフレディ・ハバード、ジョージ・コールマンと共にスライド・ハンプトン・オクテットを結成。バンドはアメリカとヨーロッパをツアーし、いくつかのレーベルにて録音した。

### 1968年から
1968年、ウディ・ハーマンのオーケストラとツアーを行い、ヨーロッパに定住し、1977年まで滞在した。1981年にハーバード大学のアーティスト・イン・レジデンス、マサチューセッツ大学、シカゴのデ・ポール大学、インディアナ州立大学で教鞭を執った。この期間中、彼は自身の9トロンボーン、3リズムによるバンド「World of Trombones」を率いていた。また、タッド・ダメロンの音楽を演奏するジミー・ヒースとのクインテットである「Continuum」を共同で率いた。そしてライター、プレイヤーとしてフリーランスで活動するようになった。1986年、ハンプトンは『コスビー・ショー』のエピソード「Play It Again, Russell」に出演した。また、DVD『Diana Ross Live! The Lady Sings... Jazz & Blues: Stolen Moments』(1992年)でトロンボーンを演奏している。
2006年6月4日、ハンプトンと長年のマネージャーで作曲パートナーのアンソニー＝チャールズ・ベイは、ニューヨークのトライベッカPACにおける最初の自己資金によるコンサート (アントニオ・カルロス・ジョビンへのトリビュート) を宣伝し、スライド・ハンプトン・ウルトラ・ビッグ・バンド (Slide Hampton™ Ultra-Big Band)をデビューさせた。このコンサートは、近い将来に計画された多くの計画の最初のものとなった。
2009年、ハンプトンはまとめて「A Tribute to African-American Greatness (アフリカ系アメリカ人の偉大さへの賛辞)」と題された4つの新しい作品を完成させた。この歌は、ネルソン・マンデラ、オプラ・ウィンフリー、タイガー・ウッズ、ビーナス・ウィリアムズ、セリーナ・ウィリアムズ、バラク・オバマを称えていた。曲には、ハンプトンとマネージャー/作曲パートナーのアンソニー＝チャールズ・ベイによって書かれた付随する歌詞が含まれており、セロニアス・モンク、サド・ジョーンズ、エディ・ハリス、デクスター・ゴードン、ギル・エヴァンスを称えるアレンジがプログラムを締めくくっている。彼は「In Case of Emergency」「The Drum Song」 (どちらもハンプトンのオリジナル)という2曲の新しいビッグ・バンド・アレンジを完成させた。これら2曲 (およびその他) は、スライド・ハンプトン・ミュージック・パブリッシング・イン・トラスト (Slide Hampton™ Musique/Music Publishing-in-trust)を通じて、大学やその他の教育機関のみが利用できる。
ハンプトンは、ニュージャージー州オレンジの居住者であった。彼は、2021年11月18日に89歳で亡くなった。

## 賞と栄誉
1998年、彼はディー・ディー・ブリッジウォーターが演奏した「コットン・テール」の編曲者として、グラミー賞の「最優秀インストゥルメンタル・アンド・ボーカル・アレンジメント」を受賞した。また、2005年にヴァンガード・ジャズ・オーケストラのアルバム『The Way: Music of Slide Hampton』 (Planet Arts) でグラミー賞の「最優秀ラージ・ジャズ・アンサンブル・アルバム」を受賞し、2006年にはディジー・ガレスピー・オールスター・ビッグ・バンドの「Stardust」のアレンジでノミネートを受けた。
2005年、ハンプトンはインディアナポリスで開催されたジャズ・フェスティバルで表彰された。そこでインディアナポリス・ジャズ・ファウンデーションは、ハンプトンを彼らの殿堂入りさせた。
2005年、国立芸術基金はスライド・ハンプトンに、ジャズにおいては最高の栄誉であるNEAジャズ・マスターズ賞を授与した。

## ディスコグラフィ

### リーダー・アルバム
- Slide Hampton and His Horn of Plenty (1959年、Strand)
- 『シスター・サルヴェイション』 - Sister Salvation (1960年、Atlantic)
- 『サムシン・サンクティファイド』 - Somethin' Sanctified (1960年、Atlantic)
- 『トゥー・サイズ・オブ・スライド』 - Two Sides of Slide Hampton (1961年、Charlie Parker)
- 『ジャズ・ウイズ・ア・ツイスト』 - Jazz with a Twist (1962年、Atlantic)
- Drum Suite (1962年、Epic)
- 『エクスプロージョン』 - Explosion! The Sound of Slide Hampton (1962年、Atlantic)
- 『エクソダス』 - Exodus (1962年、Philips)
- Harold Betters Meets Slide Hampton (1965年、Gateway)
- Back to Jazz (1968年、EMI) ※with サッシャ・ディステル
- 『ザ・ファビュラス・スライド・ハンプトン・カルテット』 - The Fabulous Slide Hampton Quartet (1969年、Pathé)
- 『ア・デイ・イン・コペンハーゲン』 - A Day in Copenhagen (1969年、MPS) ※旧邦題『コペンハーゲンの1日』 with デクスター・ゴードン
- 『イン・モントルー』 - Umeå Big Band & Slide Hampton in Montreux (1970年、Gazell) ※with ウーメオ・ビッグ・バンド
- 『トロンボーン・ワークショップ』 - Trombone Workshop (1971年、MPS) ※with アルベルト・マンゲルスドルフ、アケー・ペールソン、ジグス・ウィグハム
- 『ライフ・ミュージック』 - Life Music (1972年、Carosello) ※旧邦題『ソー・ホワット?』
- Jazz a Confronto 18 (1972年、Horo) ※with ダスコ・ゴイコヴィッチ
- Euro Jazz (1972年、Supraphon) ※with ヴァーツラフ・ザフラドニク
- Give Me a Double (1974年、MPS) ※with ジョー・ハイダー
- 『ワールド・オブ・トロンボーン』 - World of Trombones (1979年、West 54)
- 『イン・コンサート』 - Art Farmer & Slide Hampton in Concert (1984年、Enja) ※with アート・ファーマー
- Cees Slinger-Slide Hampton Quintet in Concert (1984年、Vara Jazz) ※with シーズ・スリンガー
- Roots (1985年、Criss Cross) ※with クリフォード・ジョーダン
- Mellow-dy (1992年、LRC) ※1968年録音
- 『チュニジアの夜』 - Dedicated to Diz (1993年、Telarc) ※with ザ・ジャズマスターズ
- Jazz Matinee (1997年、Hänssler Classic) ※with SWRビッグ・バンド
- 『インクルージョン』 - Inclusion (1998年、Sound Hills)
- Slide Plays Jobim (2002年、Alleycat Productions)
- Spirit of the Horn (2002年、MCG Jazz)
- 『コールイットホワッチャワナ』 - Callitwhachawana (2002年、Blue Jack Jazz)
- The Whit Williams "Now's The Time" Big Band (2008年、MAMA)

### 編曲アルバム
ジュニア・クック
- Good Cookin' (1979年、Muse) ※数曲で作曲と演奏でも参加

メイナード・ファーガソン
- 『ア・メッセージ・フロム・ニューポート』 - A Message from Newport (1958年、Roulette) ※数曲で作曲と演奏でも参加
- Swingin' My Way Through College (1959年、Roulette) ※演奏でも参加
- Maynard Ferguson Plays Jazz for Dancing (1959年、Roulette) ※演奏でも参加
- Newport Suite (1960年、Roulette) ※作曲でも参加
- Let's Face the Music and Dance (1960年、Roulette) ※演奏でも参加
- Maynard '61 (1961年、Roulette) ※数曲で作曲と演奏でも参加
- Maynard '62 (1962年、Roulette) ※数曲で作曲と演奏でも参加
- Maynard '64 (1963年、Roulette) ※1959年-1962年録音。1曲で演奏でも参加

デクスター・ゴードン
- 『ソフィスティケイテッド・ジャイアント』 - Sophisticated Giant (1977年、Columbia) ※数曲で作曲と演奏でも参加

J・J・ジョンソン
- Goodies (1965年、RCA Victor)

メルバ・リストン
- Melba Liston and Her 'Bones (1958年、MetroJazz) ※演奏でも参加

### 参加アルバム
ナット・アダレイ
- 『マッチ・ブラス』 - Much Brass (1959年、Riverside)

アート・ブレイキー
- 『キラー・ジョー』 - Killer Joe (1981年、Union Jazz) ※with ジョージ川口

ロビン・ユーバンクス
- 『ディファレント・パスペクティブズ』 - Different Perspectives (1989年、JMT)

メイナード・ファーガソン
- Ridin' High (1967年、Enterprise)

アート・ファーマー
- The Meaning of Art (1995年、Arabesque) ※編曲と演奏で参加

カーティス・フラー
- 『トゥー・ボーンズ』 - Two Bones (1980年、Blue Note) ※1958年録音

ディジー・ガレスピー
- 『ライヴ・アット・ザ・ロイヤル・フェスティバル・ホール』 - Live at the Royal Festival Hall (1989年、Enja)

ビル・ハードマン
- Home (1978年、Muse)
- Focus (1984年、Muse) ※1980年録音

バリー・ハリス
- 『ルミネセンス』 - Luminescence! (1967年、Prestige)

ルイス・ヘイズ
- 『ザ・リアル・シング』 - The Real Thing (1977年、Muse)

フィリー・ジョー・ジョーンズ
- Advance! (1978年、Galaxy) ※編曲と演奏で参加
- Drum Song (1985年、Galaxy) ※1978年録音。編曲と演奏で参加

サム・ジョーンズ
- Changes & Things (1977年、Xanadu)
- Something in Common (1977年、Muse)

ハンク・モブレー
- 『ザ・フリップ』 - The Flip (1970年、Blue Note)

チャールズ・ミンガス
- 『プリ・バード』 - Pre-Bird (1961年、Mercury)

オリヴァー・ネルソン
- 『オリヴァー・ネルソン・イン・ベルリン』 - Berlin Dialogue for Orchestra (1970年、Flying Dutchman)

クラウディオ・ロディティ
- Claudio! (1985年、Uptown)

ロブ・シュナイダーマン
- New Outlook (1988年、Reservoir)

ウディ・ショウ
- 『コンサート・アンサンブル〜アット・ジ・ベルリナー・ジャズテイジ』 - The Woody Shaw Concert Ensemble at the Berliner Jazztage (1976年、Muse)

マッコイ・タイナー
- 13th House (1981年、Milestone)
- Turning Point (1992年、Birdology)
- 『ジャーニー』 - Journey (1993年、Birdology)

ランディ・ウェストン
- 『デストリー・ライズ・アゲイン』 - Destry Rides Again (1959年、United Artists)
- 『ウフル・アフリカ』 - Uhuru Afrika (1960年、Roulette)